# 弗魯特代爾 (阿拉巴馬州)
弗魯特代爾（英語：Fruitdale）是位於美國阿拉巴馬州華盛頓縣的一個非建制地區和人口普查指定地區。根據2010年美國人口普查，該地人口為185人，而該地的面積約為11.63平方千米。

## 地理
弗魯特代爾的座標為31°20′34″N 88°24′28″W / 31.34278°N 88.40778°W，而該地最高點為海拔高度75米（即246英尺）。